# 宜昌市人民政府
宜昌市人民政府（简称宜昌市政府），是中华人民共和国湖北省宜昌市的行政管理机关。

## 历史沿革
1949年7月22日，正式成立宜昌市人民政府，直属湖北省人民政府管辖。1954年4月，根据《中华人民共和国宪法》和《中华人民共和国地方各级人民委员会组织法》的规定，宜昌市人民政府改称宜昌市人民委员会。1954年11月，经国务院批准，改属湖北省人民政府宜昌区专员公署领导。1966年文化大革命开始后，政府工作陷入瘫痪。1967年3月，中国人民解放军奉命执行“三支两军”任务，成立宜昌市抓革命促生产第一线指挥部。1968年1月，经中共湖北省军区临时委员会批准，成立宜昌市革命委员会。1979年6月，宜昌市恢复为湖北省省辖市。1981年2月，撤销宜昌市革命委员会，恢复宜昌市人民政府。

## 机构设置
根据2019年《宜昌市机构改革方案》，宜昌市人民政府设置35个工作部门：
工作部门
- 宜昌市人民政府办公室（宜昌市人民政府参事室、中国(湖北)自由贸易试验区宜昌片区工作领导小组办公室）
- 宜昌市发展和改革委员会（宜昌市粮食局、宜昌市能源局）
- 宜昌市教育局
- 宜昌市科学技术局
- 宜昌市经济和信息化局
- 宜昌市民族宗教事务委员会
- 宜昌市公安局
- 宜昌市民政局
- 宜昌市司法局
- 宜昌市财政局
- 宜昌市人力资源和社会保障局
- 宜昌市自然资源和规划局
- 宜昌市生态环境局（宜昌市黄柏河流域水资源保护综合执法局）
- 宜昌市住房和城乡建设局
- 宜昌市交通运输局
- 宜昌市水利和湖泊局（宜昌市河湖长制办公室、宜昌市水利工程移民局）
- 宜昌市农业农村局
- 宜昌市商务局
- 宜昌市文化和旅游局（宜昌市广播电视局、宜昌市体育局、宜昌市文物局）
- 宜昌市卫生健康委员会
- 宜昌市退役军人事务局
- 宜昌市应急管理局
- 宜昌市审计局
- 宜昌市人民政府国有资产监督管理委员会
- 宜昌市市场监督管理局（宜昌市知识产权局）
- 宜昌市统计局
- 宜昌市医疗保障局
- 宜昌市人民防空办公室（宜昌市地震局）
- 宜昌市人民政府研究室
- 宜昌市人民政府扶贫开发办公室
- 宜昌市地方金融工作局（宜昌市人民政府金融领导小组办公室）
- 宜昌市城市管理执法委员会
- 宜昌市招商局
- 宜昌市林业和园林局
- 宜昌市政务服务和大数据管理局（宜昌市公共资源交易监督管理局）

派出机构
- 宜昌市三峡坝区工作委员会
- 长江三峡风景名胜区宜昌管理委员会（宜昌三峡旅游新区管理委员会）

## 历任市长
- 罗清泉（1992年3月－1994年10月）
- 郭远章（1994年10月－1996年9月）
- 孙志刚（1997年3月－1999年9月）
- 王振有（2000年3月－2003年2月）
- 李佑才（2003年3月－2003年7月）
- 郭有明（2004年2月－2008年3月）
- 李乐成（2008年3月－2013年3月[3]）
- 马旭明（2013年4月[4]－2017年4月）
- 张家胜（2017年6月－2021年4月）
- 马泽江（2021年4月－）